# Pionus senilis
El loro senil, también llamado loro coroniblanco o loro chucuyo (Pionus senilis), es una especie de ave psitaciforme de la familia de los psitácidos que vive desde el este de México hasta el oeste de Panamá.

## Descripción
Caracterizado por su corona blanca (de ahí su nombre común), es un loro de tamaño mediano, que mide alrededor de 25 cm y vive aproximadamente 25 años, siendo habitual que algunos ejemplares lleguen a vivir hasta los 40 años. Al igual que otros loros, poseen anillo ocular sin plumas alrededor de sus ojos, el cual es de color blanquecino. No hay diferencias apreciables entre machos y hembras.

## Hábitat
Viven en los bordes de los bosques o zonas cercanas a ellos, plantaciones y zonas semiabiertas. Su zona de distribución se comprende desde México hasta Panamá.

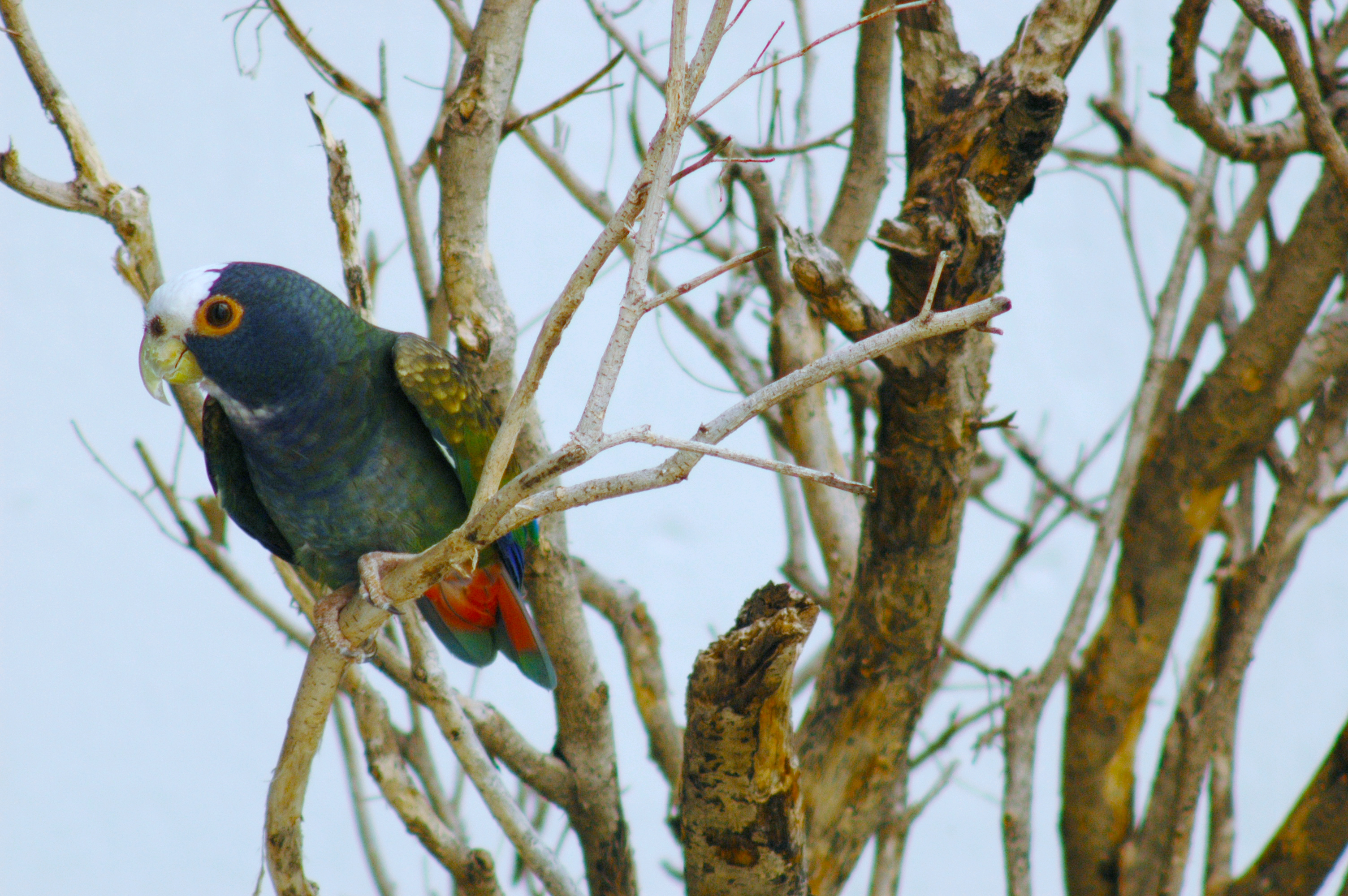
Hembra de doce años en estado salvaje en Guatemala.

## Comportamiento
Es una especie muy sociable; forman bandadas de hasta 30 a 50 individuos, sobre todo después de la época de cría. Estos loros pueden llegar a hablar y son animales poco ruidosos bastante apreciados como mascotas.
Se alimentan de frutos, semillas y nueces. También comen maíz y sorgo, razón por la cual en algunos lugares son considerados plagas.
Preferiblemente ubican sus nidos en huecos naturales de árboles. Ponen de 3 a 6 huevos y se reproducen de enero a abril.

## Amenazas
El loro senil está catalogado como especie de preocupación menor, aunque la tendencia en la población de esta especie va decreciendo, debido a que los granjeros los cazan porque los consideran plagas que arruinan sus cultivos. También se encuentran amenazados por el comercio ilegal de loros como mascotas y la destrucción de hábitat.